# Cryptocephalus sareptanus
Cryptocephalus sareptanus es una especie de insecto coleóptero de la familia Chrysomelidae.
Fue descrita científicamente en 1863 por F. Morawitz.